# 緑魔子
緑 魔子（みどり まこ、1944年3月26日 - ）は、日本の女優。血液型はA型。現在は俳優で夫の石橋蓮司と共に芸能事務所の株式会社アルファエージェンシーがマネジネントしている。

## 概要
華奢な肢体に大粒な瞳の身体が放つ独特な小悪魔的に甘い声と存在感で1960年代から1970年代にかけて個性的な役柄を多く演じ、「小悪魔路線」の加賀まりこと共に人気を博する。〝現代の愛の不毛を表現できる女優は彼女以外にはいない〟と梅宮辰夫が評価する「虚ろな表情と倦怠的な雰囲気」は1970年代に流行する若者気質の先取として桃井かおりや烏丸せつこら「無気力演技派女優」のルーツとも評され、今なおマニアックな人気を保つ。

## 来歴・人物
- 日本統治時代の台湾台北州台北市[4][5]で出生し宮崎県児湯郡高鍋町[5]で生育するも、生家は家計に恵まれずに自から中学生の家庭教師でアルバイトをしながら高校で学び[2]、宮崎県立宮崎大宮高等学校卒業後に上京[5]する。
- 英会話に優れており〝全日本弁論大会で優勝した〟と記述している文献もある[2][6]。しかし、本人は吉行淳之介との対談で〝高校二年の時に、英語の弁論大会で九州地区で一位になった〟〝大阪での全国大会では、九州地区で二位だった人が優勝して、あたしはダメだった〟と語っている[7]。また、〝大学へ進学して英語を活かす仕事に就きたかったが、経済的理由でかなわなかった〟[4]とも語る。
- 家政婦やバーのホステスなどを経て、女優を目指して[2]本名でNHK演技研究所に在籍[4][5]後、1963年、オール東宝ニュータレント3期生（同期に黒部進がいた）として6か月の研修期間を終えて東宝テレビ部に在籍[4]する。文学座俳優がユニット出演[4]する東映映画『二匹の牝犬』を監督する渡邊祐介がヒロインを探すためNETテレビへ立ち寄った際、ディレクターの机上で緑の写真を見定めて〝求めるイメージに近い〟としてカメラテストで主演に抜擢[4]する。小川真由美との共演[8][1]に岡田茂が〝緑は未だ演技が素人同然〟と杞憂する[2]も、先輩俳優の芝居を熱心に学び得た独自の演技力[2]と撮影担当者が〝前を隠せ〟とバスタオルを投げる[2]ほど大胆にヌードを披露して大ヒット[6]する。芸名は岡田茂が[9]「映画の配役イメージと"緑という新鮮な色の魔性を秘めた女"」を意味して命名[9]するも〝本名が平凡なのでこの芸名には驚いた〟[4]〝そのまま本名で出ていたら、全然違った女優になっていたかもしれない〟[4]と語る。

- 1964年に『二匹の牝犬』で初主演デビュー[5]すると強烈な個性[5][2]で同年のブルーリボン賞新人賞を受賞[5]する。鶴田浩二や高倉健が主演するカラーの任侠映画と梅宮辰夫と緑が主演するモノクロ映画の『夜の青春シリーズ』の二本立ては興行成績が良く[4][5][2]、渡邊監督は評価して好意する[2][6]も、1965年に『夜の青春シリーズ』の『かも』で共演する石橋蓮司と1979年に入籍[4][5][10]する。
- 東映の専属女優として27作品のプログラムピクチャーに出演[11]するが〝私はゴダールやアンナ・カリーナなどのヌーヴェルヴァーグが大好き[4]でも、『夜の青春シリーズ』みたいな映画ばかりやらされて我慢が限界〟に至り[4]、〝私はこういうのやりたくないです〟と岡田に訴えて〝そんなことじゃ映画界ではやっていけないから、東映を出て映画館の切符売りにでも何でもなっちまえ〟と叱咤されるも〝いいです切符売りになります〟と返答して1968年に東映を解雇される[4]。当時"第二のマコ"とも評された大原麗子が順調に成長しており、緑の役目は既に終わったと見られていた[2][12]。岡田の東映が制作するプログラムピクチャーは〝儲けるためなら芸術性も娯楽性も平然と犠牲にする製作方針で、脱ぐ必要も無いのに、ただもうやたらに脱がせれば良いという卑しさと次元の低さに失望した〟と批判する[2]。
- 実際の東映との契約状況は、1967年4月から1969年3月まで[13]、スケジュールさえ折り合えば他社出演を許すという条件付き専属女優として契約を結んでいた[13]。前記のような理由から二年の間、東映でまともな企画は与えられず、その二年間の東映出演は脇役が2、3本であった[13]。ところが他社、テレビからは、演技力が確かで、ユニークなムードを持ち、納得すれば全裸になることも辞さないなどと評され、引っ張りだこで[13]、出演オファーが殺到した[13]。

- 以後、増村保造が監督する『大悪党』、森雅之の主演で谷口千吉が監督する『カモとねぎ』、大島渚が監督する『帰って来たヨッパライ』、市川雷蔵が主演する『眠狂四郎 人肌蜘蛛』、山田洋次が監督する『吹けば飛ぶよな男だが』、1969年に『盲獣』[1][14]、など著名な映画監督の作品で著名な俳優らと共演し、自身曰く〝〟人生の充実期[4]〟を迎える。

- 1960年代後半からアングラ的ヌードへ傾倒して1968年にヌード詩集『悪の華』で芸術路線を開拓[2]し、1970年以降は佐藤信主宰で黒テントと俗称される「演劇センター68/71」にも出演[2]する。

- 1976年に石橋蓮司と共に劇団「第七病棟」を設立し、石橋が演出する唐十郎や山崎哲の作品を、使用を止めた建物を改造した劇場で主演[5]してアングラ演劇のスターとして活躍すると、映画出演は数年に一作品[2]になる。長い同棲生活を経て一人娘の小学校進学を機に1979年に石橋と入籍[5][10]するも、2012年に別居するが不仲ではない[15][16]と離婚は否定している。

- 1986年、紀伊國屋演劇賞個人賞を舞台「ビニールの城」で受賞する[17]。

## 出演作品

### テレビドラマ
- 廃虚の唇（1964年、NET）
- 国際事件記者（1965年、TBS）
- 泣いてたまるか 第11話「先輩後輩」（1966年、TBS）
- 恋人たち 第12話「おせっかいはやめて」（1966年、NET）
- ママとおふくろ（1965 ‐ 1966年） ‐ 春山梅
- マコ!愛してるゥ（1967年、TBS）
- 愛妻くん こんばんは 第4話「離婚代理人」（1967年、TBS）
- ローンウルフ 一匹狼 第14話「拳銃のバラード」（1968年、NTV）
- 大奥 第40話「陽気な新参者」〜第42話「江戸っ娘 繁昌記」（1968年、KTV） - おゆき
- ザ・ガードマン（TBS / 大映テレビ室）
  - 第196話「花嫁の夫は死人」（1969年）
  - 第200話「殺人者に明日はない」（1969年）
  - 第208話「逃亡のアムステルダム」（1969年）
  - 第256話「アムステルダム空港の女」（1970年）
  - 第261話「モロッコの真赤な太陽」（1970年）
  - 第274話「妻の浮気は死を招く」（1970年）
  - 第279話「未亡人に招かれた男」（1970年） - 斉田ユキ
  - 第281話「団地奥さんヌードの悲劇」（1970年）
  - 第295話「女の出世は結婚サ!」（1971年）
  - 第312話「女と男のズッコケ自動車レース」（1971年）
  - 第317話「恋人を殺して姉弟心中」（1971年）
  - 第337話「奥さんがよろめく時殺人が起る」（1971年）
  - 第339話「追い出された花嫁は復讐する」（1971年） - 川辺ユキ
  - 第344話「煙突の上で無理心中したヌードの美女」（1971年）
- 妻ヲメトラバ（1969年、TBS） - ユキ子
- プレイガール（1969年、12ch） - 一條マコ
- 鞍馬天狗（1969年、NHK総合） - お芳
- 花は花よめ 第1・第2シリーズ（1971年 - 1973年、NTV） - 千代菊
- 火曜日の女シリーズ あの子が死んだ朝（1972年、NTV）
- 木枯し紋次郎 第2シーズン 第4話「地獄を嗤う日光路」（1972年、CX） - お鶴
- シークレット部隊 第12話「傷だらけの美女が告白する」（1972年、TBS）
- 眠狂四郎 第19話「魔性の女に男が哭く」（1973年、KTV）
- 恐怖劇場アンバランス 第4話「仮面の墓場」（1973年、CX） - 聖ヨーコ
- 子連れ狼 第1部 第18話「首斬り朝右衛門」（1973年、NTV） - 外山真弓
- 赤ひげ 第47話「ひぐらし」（1973年、NHK総合） - およう
- 大江戸捜査網 第119話「大江戸残酷秘話」（1973年、12ch） - お雪
- それぞれの秋（1973年、TBS）
- 助け人走る 第13話「生活大破滅」（1974年、ABC） - みすず
- ぶらり信兵衛 道場破り 第23話「意地豆腐」（1974年、CX） - おすぎ
- アイフル大作戦 第53話「ストッキングをかぶった男」（1974年、TBS） - 藤堂律子
- 荒野の素浪人 第2シーズン 第17話「遊女狂乱」（1974年、NET） - おふじ
- 新宿さすらい節（1974年、TBS）
- 傷だらけの天使 第2話「悪女にトラック一杯の幸せを」（1974年、NTV） - 柴田ケイコ
- 夜明けの刑事 (TBS)
  - 第11話「二人の妻を持つ夫」（1974年）
  - 第52話「哀しみの蒸気機関車はふるさとを走る!!」（1975年） - 大木晴美
  - 第82話「裏切りの烙印に賭ける!!」（1976年）
- 運命峠 第10話「一殺多生剣」（1974年、KTV） - お松
- バーディー大作戦 第41話「全員! 覗き盗聴開始!」（1975年、TBS）
- 伝七捕物帳 （1975年、NTV / ユニオン映画）
  - 第59話「お天道さまに申訳けない」- お浪
  - 第82話「恋のいろはを教えます」 - おつや
- 長崎犯科帳 第7話「闇奉行はよか男」（1975年、NTV） - お亀
- ふりむくな鶴吉 第31話「お吉 火事場くどき」（1975年、NHK総合） - お吉
- 影同心 第17話「二つ枕の殺し節」（1975年、MBS） - 千勢
- 剣と風と子守唄 第26話「壊滅! 恩讐の里」（1975年、NTV） - 小夜
- Gメン'75（TBS）
  - 第23話「車椅子の女刑事」（1975年） - 影山和子
  - 第29話「死刑結婚式」（1975年） - 飯島かよ
  - 第64話「逃亡刑事」（1976年） - 折原道代
  - 第117話「日本降伏32年目の殺人」（1977年） - 江上トシ子
  - 第125話「ウソ発見器」（1977年） - 西沢昌枝
- 新宿警察 第13話「新宿マリーの恨み節」（1975年、CX） - マリ子（赤毛のマリー）
- 一年半待て（1976年、NTV）
- お耳役秘帳 第19話「呪いのわら人形」（1976年、KTV） - こま
- 新・必殺仕置人 第28話「妖刀無用」（1977年、ABC） - 登勢
- 土曜ドラマ 鎌田敏夫シリーズ / 十字路 第一部第1話「北海道編 家族」（1978年、NHK総合） - 高木千津
- 東京メグレ警視シリーズ 第6話「警視とモンマルトルの女」（1978年、ABC）
- 大追跡 第8話「必死の追走」（1978年、NTV） - 片桐ゆう子
- 江戸の渦潮 第13話「復讐に燃えた女」（1978年、CX） - おとき
- 西遊記 第18話「バッタ女王・消えた幻の湖」（1979年、NTV） - バッタ女王
- 銀河テレビ小説 / 冬の虹（1979年、NHK総合）
- 俺たちは天使だ! 第5話「運が悪けりゃ女にモテる」（1979年、NTV） - 竜吉礼子
- 明日の刑事 第73話「東京－八丈島 子を捨てた母の謎」（1979年、TBS）
- 七人の刑事 第56話「父ちゃんからの手紙」（1979年、TBS）
- 特捜最前線 第115話「チリアーノを歌う悪女!」（1979年、ANB） - 城信子
- 探偵物語 第1話「聖女が街にやってきた」（1979年、NTV） - 西南女学園シスター・小村冬子
- 日本名作怪談劇場 第5話「怪談 佐賀の怪猫」（1979年、12ch） - 磯早豊
- 新・江戸の旋風 第25話「ひと恋い橋」（1980年、CX） - およう
- 母系家族（1980年、CX）
- 探偵同盟 第1話「初めまして事件です」（1981年、CX）
- プロハンター 第7話「悪魔のソナタ」（1981年、NTV）
- 夢千代日記シリーズ（1981年、NHK総合） - アサ子
- 右門捕物帖 第3話「伝六と女祈祷師」（1982年、NTV、ユニオン映画）
- 木曜ゴールデンドラマ / 死の彼方までも（1983年、YTV）
- ドラマ人間模様 / まあええわいな（1983年、NHK総合）
- 東芝日曜劇場 / 何も変った事はありません…（1984年、CBC）
- 水曜グランドロマン / ネコババの女（1989年、NTV）
- 現代推理サスペンス / 健康のための殺意（1991年、KTV）
- 土曜ワイド劇場 / 三毛猫ホームズの黄昏ホテル（1998年、ANB） - 金倉エリ子
- 夏少女ウメ子 女の子にだって、夏の冒険はある（2001年、BS-i）
- 大河ドラマ / 風林火山（2007年、NHK総合） - おふく
- 週刊真木よう子 第11話「魔女がアタシを」（2008年、TX） - 大山タエ
- 土曜ドラマスペシャル / キルトの家（2012年、NHK総合） - 伊吹清子
- ヒトリシズカ 最終話（2012年、WOWOW） - 浜西タツ
- ドラマW / 埋もれる（2014年3月16日、WOWOW） - 熊沢加代子 役
- ABC創立65周年記念スペシャルドラマ / 氷の轍（2016年11月5日、ABC） - 愛 役

### 映画
- 二匹の牝犬（1964年、東映）
- 暗黒街大通り（1964年、東映）
- 東京アンタッチャブル 売春地下組織（1964年、東映）
- 悪女（1964年、東映）
- 廓育ち（1964年、東映）
- 牝（1964年、東映）- つや子
- くノ一化粧（1964年、東映）
- にっぽん泥棒物語（1965年、東映）
- 夜の青春シリーズ
  - ひも（1965年、東映）- 静江
  - いろ（1965年、東映）- カヅ子
  - かも（1965年、東映）- 則子
  - 夜の悪女（1965年、東映）- 宇良子
  - 夜の牝犬（1965年、東映）- 智津子
  - 赤い夜光虫（1966年、東映）- リエ
- 悪魔のようなすてきな奴（1965年、東映）
- 暗黒街仁義（1965年、東映）
- 黒い猫（1965年、東映）
- おんな番外地シリーズ
  - おんな番外地 鎖の牝犬（1965年、東映）
  - 続・おんな番外地（1966年、東映）
  - 可愛いくて凄い女（1966年、東映）
- あばずれ（1966年、東映）
- 非行少女ヨーコ（1966年、東映）
- 男なんてなにさ（1967年、東映）
- 続大奥(秘)物語（1967年、東映）
- 河内遊侠伝（1967年、東映） - 玉枝
- 陸軍諜報33（1968年、東映） - 露口杏子
- 大悪党（1968年、大映）
- カモとねぎ（1968年、東宝）
- 帰って来たヨッパライ（1968年、松竹）
- 眠狂四郎人肌蜘蛛（1968年、大映）
- 吹けば飛ぶよな男だが（1968年、松竹）
- 日本ゲリラ時代（1968年、松竹）
- 死ぬにはまだ早い（1969年、東宝）
- 盲獣（1969年、大映）
- 喜劇 深夜族（1969年、松竹）
- 日本一の断絶男（1969年、東宝）
- 白昼の襲撃（1970年、東宝）
- 銭ゲバ（1970年、東宝）
- やるぞみておれ為五郎（1971年、松竹）
- やさしいにっぽん人（1971年、東プロダクション）
- 走れ! コウタロー 喜劇・男だから泣くサ（1971年、東宝）
- あらかじめ失われた恋人たちよ（1971年、ATG）
- 喜劇 女は男のふるさとヨ（1971年、松竹）
- 生まれかわった為五郎（1972年、松竹）
- 日本妖怪伝 サトリ（1973年、青林舎）
- 野良犬（1973年、松竹）
- 御用牙 鬼の半蔵やわ肌小判（1974年、東宝）
- 野獣死すべし 復讐のメカニック（1974年、東宝）
- 従軍慰安婦（1974年、東映）
- まむしと青大将（1975年、東映）
- 吾輩は猫である（1975年、東宝）
- 歌麿 夢と知りせば（1977年、日本ヘラルド映画）
- 日本人のへそ（1977年、ATG）
- 僕は天使ぢゃないよ（1977年、スタンス・カンパニー）
- 黒木太郎の愛と冒険（1977年、ATG）
- 君には海鳴りが聞えるか（1978年、ワールドシネ＆ビデオ）
- 青春の門 自立篇（1982年、東映）
- 親鸞 白い道（1987年、松竹）
- 青いうた〜のど自慢 青春編〜（2006年、シネカノン）
- あがた森魚　やや　デラックス（2009年、トランスフォーマー）
- 軽蔑（2011年、角川映画）
- いぬむこいり（2016年、太秦）
- STAR SAND-星砂物語-（2017年、The STAR SAND Team）
- 現在地はいづくなりや　映画監督東陽一（2020年、モンタージュ）

### 舞台
- おんなごろしあぶらの地獄（1969年、自由劇場　作・演出：佐藤信）
- 二月とキネマ（1972年、68/71黒色テント　作・演出：佐藤信）
- 盲導犬（1973年、櫻社　作：唐十郎　演出：蜷川幸雄）
- 東京三文おぺれった（1976年、芸能座　作：粟津潔　演出：小沢昭一）
- ハーメルンの鼠（1976年、第七病棟　作：唐十郎　演出：佐藤信）
- 河原ものがたり（1978年、結城座　作・演出：斎藤憐）
- 秘密の花園（1982年、本多劇場　作：唐十郎　演出：小林勝也）
- おとことおんなの午后（1983年、第七病棟　作：山崎哲　演出：石橋蓮司）
- ビニールの城（1985年、第七病棟　作：唐十郎　演出：石橋蓮司）
- 湯毛の中のナウシカ（1987年、第七病棟　作：唐十郎　演出：石橋蓮司）
- さすらいのジェニー（1988年、唐組　作・演出：唐十郎）
- 羊たちの沈黙（1990年、第七病棟　作：山崎哲　演出：石橋蓮司）
- オルゴールの墓（1992年、第七病棟　作：唐十郎　演出：石橋蓮司）
- トップガールズ（英語版）（1992年、メジャーリーグ　作：キャリル・チャーチル（英語版）　演出：レズ・ウォーターズ）
- ガラスの動物園（1993年、メジャーリーグ　作：テネシー・ウィリアムズ　演出：マイケル・ブルーム）
- 思い出せない夢のいくつか（1994年、青年団プロデュース　作・演出：平田オリザ）
- ゴドーを待ちながら（1994年、銀座セゾン劇場　作：サミュエル・ベケット　演出：蜷川幸雄）
- 人さらい（1995年、第七病棟　作：唐十郎　演出：石橋蓮司）
- ガラスの動物園（1997年、メジャーリーグ　作：テネシー・ウィリアムズ　演出：鴨下信一）
- 雨の塔（2000年、第七病棟　作：唐十郎　演出：石橋蓮司）
- あかい壁の家（2013年、オフィス三○○　作・演出：渡辺えり）

### 吹き替え
- 哀愁の花びら（シャロン・テート）
- 華麗なるギャツビー（カレン・ブラック）※NTV版

### ラジオドラマ
- 二分割幽霊奇譚（1985年、NHK-FM『ふたりの部屋』） - あずまくらこ

## 音楽

### 7インチシングル盤
| 発売日        | A/B面 | タイトル               | 作詞家       | 作曲家             | 編曲家   | レコード会社 | 規格品番 | 備考             |
| ------------- | ----- | ---------------------- | ------------ | ------------------ | -------- | ------------ | -------- | ---------------- |
| 1967年5月5日  | A面   | 女泣かせの雨           | 平田淳       | 鈴木淳             | 安形和巳 | 東芝         | TP-1437  |                  |
|               | B面   | おえつ                 | 丹古晴己     | 鈴木淳             | 安形和巳 | 東芝         | TP-1437  |                  |
| 1967年9月5日  | A面   | 女はかなしい           | 丹古晴己     | 吉川実             | 安形和巳 | 東芝         | TP-1517  |                  |
|               | B面   | 一人ぼっちの泪         | 平田淳       | 東京之助           | 大西修   | 東芝         | TP-1517  |                  |
| 1968年1月10日 | A面   | あなたひとり           | 丹古晴己     | 進藤昇             | 安形和巳 | 東芝         | TP-1582  |                  |
|               | B面   | いつわりの恋           | 志賀大介     | 鈴木淳             | 大西修   | 東芝         | TP-1582  |                  |
| 1968年5月1日  | A面   | 愛されたいの           | 平田淳       | 東京之助           | 小谷充   | 東芝         | TP-1639  |                  |
|               | B面   | 信じていいの           | ジョーヤ増渕 | ジョーヤ増渕       | 小谷充   | 東芝         | TP-1639  |                  |
| 1970年11月5日 | A面   | 酔いどれ船             | 寺山修司     | 田辺信一           | 田辺信一 | 東芝         | TP-2351  |                  |
|               | B面   | 引越し                 | 寺山修司     | 田辺信一           | 田辺信一 | 東芝         | TP-2351  |                  |
| 1973年1月25日 | A面   | やさしいにっぽん人     | 東陽一       | 海老沼裕・田山雅光 |          | キャニオン   | M-7      | CİNE DISC ／MONO |
|               | B面   | やさしいにっぽん人 OST |              |                    |          | キャニオン   | M-7      | CİNE DISC ／MONO |

### CD
- 『アーリー・イヤーズ〜シングル・コンピレーション+』（2004年11月21日 / 2024年10月16日再発[19]）

1967年から1970年までに東芝から発表したシングル両面10曲に、キャニオン（レーベル：CİNE DISC）より1973年に発売されたシングル「やさしいにっぽん人」からサウンド・トラックと共に2トラック、1967年のTBSテレビドラマ『マコ!愛してるゥ』の主題歌「ウーン愛してる」を加えた計13曲を収録。6作品は初CD化。

### ゲスト参加
- あがた森魚『噫無情』（1974年）
- ザ・ヘア『ヴィーナスの丘』（1996年）収録の「イビザ」

### オムニバスアルバム
- 沢たまき&プレイガール ミュージックコレクション（2004年）-「愛されたいの」を収録

## 受賞歴
- 第15回ブルーリボン賞 新人賞（『二匹の牝犬』）
- 第20回（1985年度）紀伊国屋演劇賞 個人賞（『ビニールの城』）
- 第23回（1985年度）ゴールデン・アロー賞 演劇賞（『ビニールの城』）
- 第21回日本映画プロフェッショナル大賞[20]
  - 功労賞（『軽蔑』の演技と長年の功績に対して）